# Anel quase comutativo
Em álgebra, um anel filtrado A é dito quase comutativo se o anel graduado associado {\displaystyle \operatorname {gr} A=\oplus A_{i}/{A_{i-1}}} é comutativo.
Os exemplos básicos de anéis quase comutativos envolvem operadores diferenciais. Por exemplo, a álgebra envolvente de uma álgebra de Lie complexa é quase comutativa pelo teorema de Poincaré–Birkhoff–Witt. Analogamente, uma álgebra de Weyl é quase comutativa.